# Перелешин, Владимир Платонович
 Владимир Платонович Перелешин (17 января [29 января] 1845 года — 27 мая [10 июня] 1908 года) — офицер Российского императорского флота, участник русско-турецкой войны 1877—1878 годов. Георгиевский кавалер, генерал-лейтенант флота. Начальник Одесского торгового порта.

## Биография
Перелешин родился 17 января 1845 года в дворянской семье морского офицера лейтенанта Платона Александровича Перелешина (1812—1858) и его жены Меланьи Давыдовны. Родоначальником военной династии Перелешиных был дед Владимира — унтер-лейтенант Российского императорского флота Александр Леонтьевич, который вместе с женой воспитал шестерых сыновей, ставших военными моряками: Платона, Петра, Михаила, Павла, Василия и Николая. У Владимира было четыре брата, три старших — Николай, Александр, Аполлон и младший — Михаил. Все братья Владимира также выбрали профессию военного морского офицера.

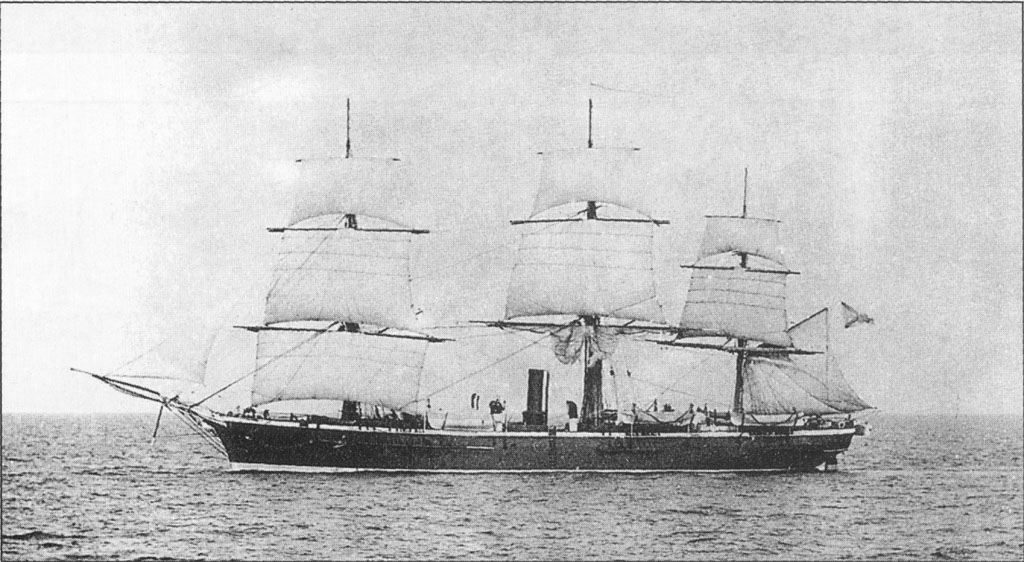
Корвет «Витязь»

В 1861 году поступил кадетом в Морской кадетский корпус, 17 апреля 1863 года произведён в гардемарины. 17 апреля 1865 года, после окончания учебы в Морском корпусе, произведён в мичманы. Проходил службу на кораблях Балтийского флота. В 1870—1874 годах лейтенант В. Перелешин совершил кругосветное плавание на парусно-винтовом корвете «Витязь». Корвет под командованием капитана П. Н. Назимова, отправился из Санкт-Петербурга с военно-картографическим заданием, пересёк Атлантический океан, прошёл Магелланов пролив и достиг Новой Гвинеи, куда доставил известного ученого-этнографа Н. Н. Миклухо-Маклая. Исследовал пролив между островом Лонг-Айленд и Новой Гвинеей, который получил его имя. Затем мимо берегов Японии, Китая, Индии «Витязь» дошёл до Аравийского полуострова и через Суэцкий канал, Средиземное море, Гибралтарский пролив и Ла-Манш вернулся в Кронштадт. Перелешин во время путешествия вёл дневник и являлся автором записок о путешествии на «Витязе», опубликованных в 1872 году в журнале «Морском сборнике». В «Морском сборнике» Перелешин публиковался под псевдонимом В. П.

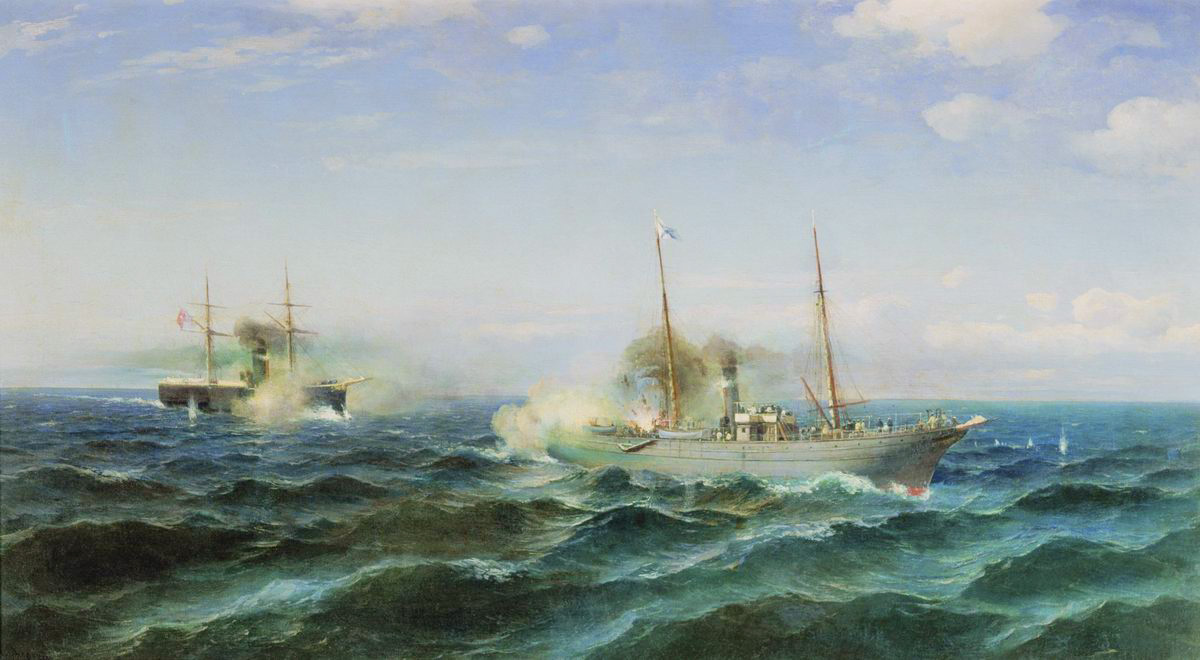
Судковский Р. Г. 1881, «Бой парохода „Веста“ с турецким броненосцем „Фетхи-Буленд“ в Чёрном море 11 июля 1877 года»

После возвращения из кругосветного плавания В. П. Перелешин служил на Черноморском флоте. В 1875 году назначен старшим офицером вооружения парохода «Веста». Участник Русско-турецкой войны (1877-78) годов. Весной 1877 года был командирован на Балтику для получения минных катеров и подбора экипажа парохода. В состав экипажа «Весты» был включён минным офицером его младший брат — лейтенант Михаил Перелешин. С 3 июля 1877 года пароход нес боевую службу у берегов Турции, выслеживая возможного противника. Утром 11 июля пароход подошёл в районе порта Кюстенджи и заметил дым неприятельского корабля, им оказался турецкий броненосный корвет «Фетхи-Буленд», вооружение которого и бронирование превосходило русский пароход. Экипаж «Весты» принял бой, который длился около пяти часов. Всё это время «Веста», уклоняясь от огня противника, наносила ему повреждения ответными залпами. В ходе боя оба судна получили серьезные повреждения. На жилой палубе «Весты», прямо над кормовой крюйт-камерой, вспыхнул пожар, борьбу с которым успешно организовал Владимир Перелешин и не допустил возгорания пороховых и бомбовых погребов. В команде русского корабля было много убитых и раненых, был смертельно ранен брат Владимира, — Михаилу оторвало ядром ногу и он вскоре скончался. Сам Владимир получил ранение и контузию. Наконец удачное попадание снаряда в башню турецкого броненосца вызвало пожар и заставило его изменить курс в сторону Кюстенджи. «Веста» вернулась в Севастополь
. 28 июля 1787 года «за мужество и неустрашимость при атаке пароходом „Веста“ турецкого броненосца в Черном море у Кюстенджи» капитан-лейтенант В. П. Перелешин был награждён орденом Святого Георгия 4 степени.
Продолжал службу на Черноморском флоте. В 1891 году в звании капитана 2 ранга служил в Управлении капитана над Одесским портом Херсонской губернии. 18 апреля 1899 года произведён в генерал-майоры по Адмиралтейству. Многие годы являлся заместителем Председателя Одесского Окружного Правления Общества Спасения на водах. С 1902 по 1905 год был начальником Одесского торгового порта. 29 января 1907 года произведён в генерал-лейтенанты флота.
Умер Перелешин Владимир Платонович 27 мая 1908 года в Одессе. Похоронен на Втором Христианском кладбище Одессы..

## Награды
Генерал-лейтенант флота Перелешин Владимир Платонович был награждён орденами и медалями Российской империи:
- орден Святого Станислава 3 степени (1870);
- орден Святого Георгия 4 степени (28.07.1877);
- орден Святого Владимира 4 степени (1887);
- орден Святой Анны 2 степени (1880);
- светло-бронзовая медаль «В память русско-турецкой войны 1877—1878» (17.04.1878).

Иностранные:
- орден Такова 3 степени (1879, Сербия),
- орден Князя Даниила I 3 степени (1880, Черногория);

## Семья
- дядя — Перелешин, Михаил Александрович (1818—1857) — русский морской офицер, капитан 1-го ранга, командир 3-го бастиона во время осады Севастополя.
- дядя — Перелешин, Павел Александрович (1821—1901) — адмирал, ученик адмирала Нахимова, «деятельный помощник адмиралу Истомину в Синопском сражении и при защите Малахова кургана», почётный гражданин Севастополя; первый Севастопольский градоначальник, командир порта и комендант (1872—1876).
- брат — Николай (рожд. 1837), участвовал в Синопском сражении на корабле «Париж», в обороне Севастополя на Малаховом кургане, где был ранен дважды. С 1857 по 1860 г. он находится в кругосветном плавании на корвете «Японец» в Тихом океане, капитан 2-го ранга.
- брат — Александр, в 1857 году окончил Морской корпус, морской офицер. Поэт, его сборник стихов «Под впечатлением минуты» (Из альбома Сатадзиро) в 1881 году.
- брат — Аполлон, в 1859 году окончил Морской корпус, в 1891 году в звании капитана 2 ранга исполнял обязанности полицмейстера Николаева, затем — капитан над Николаевским коммерческим портом, генерал-майор.
- сестра — Вера (рожд. 1854), жена генерал-майора флота Алексея Геннадьевича Перфильева (1854—1910)

## Память
Именем Владимира Платоновича Перелешина была названа, заложенная в 1902 году на Ланжероне в Одессе, Морская лодочная станция спасения утопающих и предотвращения кораблекрушений. Станция сохранилась до наших дней, но её уничтожению грозит строящийся рядом жилкомплекс.